# Arondismentul Puget-Théniers
Arondismentul Puget-Théniers (în franceză Arrondissement de Puget-Théniers) este un arondisment din departamentul Alpes-Maritimes, regiunea Provence-Alpes-Côte d'Azur, Franța, care a existat între 1798–1814 și între 1860–1926.

## Componență
Lista cantoanelor din arndismentul Puget-Théniers :
1. Cantonul Beuil ;
2. Cantonul Gilette ;
3. Cantonul Guillaumes ;
4. Cantonul Puget-Théniers ;
5. Cantonul Roquesteron ;
6. Cantonul Saint-Étienne-de-Tinée ;
7. Cantonul Villars-sur-Var.